# Montrevault
Montrevault ([mɔ̃tʁəˈvo] ⓘ) ist eine Ortschaft und ehemalige französische Gemeinde mit 1197 Einwohnern (Stand: 1. Januar 2022) im Département Maine-et-Loire in der Region Pays de la Loire. Sie gehörte zum Arrondissement Cholet. Die Einwohner werden Montrebelliens und Montrebelliennes genannt.
Der Erlass des Präfekten vom 5. Oktober 2015 legte mit Wirkung zum 15. Dezember 2015 die Eingliederung von Montrevault als Commune déléguée zusammen mit den früheren Gemeinden Chaudron-en-Mauges, La Boissière-sur-Èvre, La Chaussaire, La Salle-et-Chapelle-Aubry, Le Fief-Sauvin, Le Fuilet, Le Puiset-Doré, Saint-Pierre-Montlimart. Saint-Quentin-en-Mauges und Saint-Rémy-en-Mauges zur Commune nouvelle Montrevault-sur-Èvre fest.

## Geografie

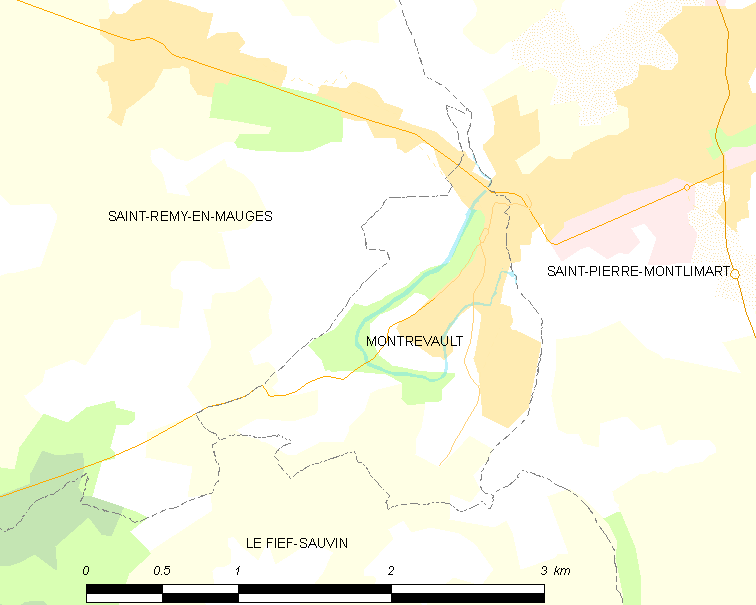
Karte von Montrevault

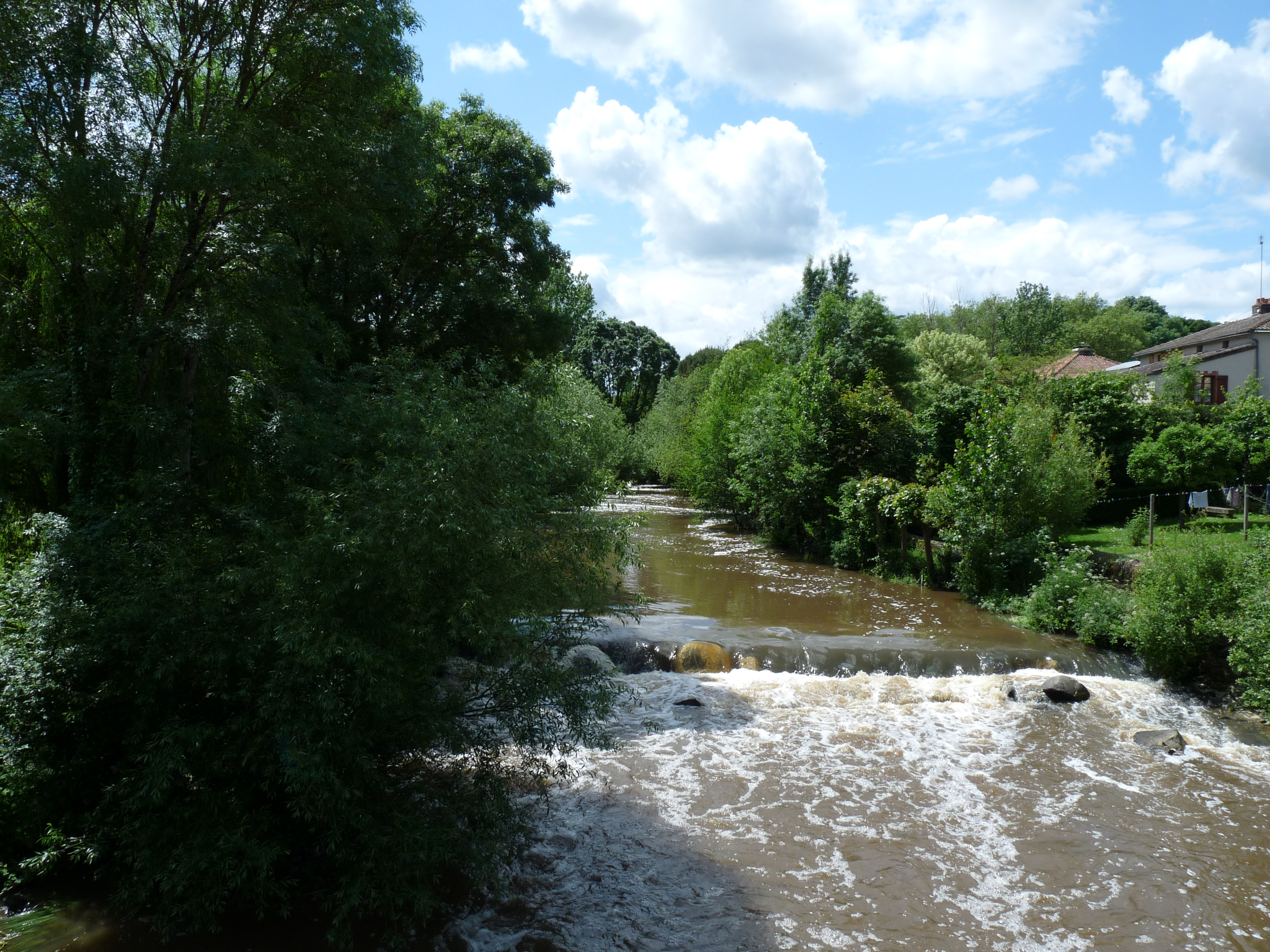
Die Èvre bei Montrevault

Montrevault liegt etwa 44 Kilometer südwestlich von Angers, etwa 26 Kilometer nordnordwestlich von Cholet und etwa 39 Kilometer ostnordöstlich von Nantes in der Région naturelle der Mauges, Teil der historischen Provinz des Anjou.
Der Ort liegt an den südöstlichen Ausläufern des Armorikanischen Massivs in einer doppelten Flussschlinge der Èvre. Er wird außerdem vom Ruisseau de la Croultière entwässert, der als linker Nebenfluss in die Èvre mündet. Das Bodenrelief wird durch das Tal der Èvre und den Ufererhöhungen bestimmt, die bis etwa 30 m oberhalb des Flussbetts verlaufen. Das Ortszentrum liegt auf etwa 55 m.
Umgeben wird Montrevault von drei Communes déléguées von Montrevault-sur-Èvre:
| Saint-Rémy-en-Mauges (Montrevault-sur-Èvre) |                                             |                                                |
|                                             | Kompassrose, die auf Nachbargemeinden zeigt | Saint-Pierre-Montlimart (Montrevault-sur-Èvre) |
|                                             | Le Fief-Sauvin (Montrevault-sur-Èvre)       |                                                |

## Geschichte
Eine frühere Form des Ortsnamens war Montem Rebellem, wie er mehrmals im zweiten Kopialbuch der Abtei Saint-Serge in Angers erscheint.
Der Zeitpunkt der Errichtung der Kirche Notre-Dame ist unbekannt. Im Jahre 1096 gründete Rainaud de Martigné mit der Kirche Saint-Nicolas  sechs Pfründe, die anscheinend nicht wirksam waren. Im 17. Jahrhundert verschwand die Kirche.
Im 10. Jahrhundert gehörte das Land zu Rainaud Torench oder Thuringien, Ehemann von Richilde. Ihr Sohn Étienne hatte eine Tochter Emma, die Montrevault in die Ehe mit Raoul de Beaumont, Vicomte von Le Mans einbrachte. In 1200 gehörte das Lehen Corinne Montrevault und sie übergab es ihrem Schwiegersohn, Guy de Châteaubriant. 1270 erhielt es Jean de l’Île-Bouchard, Ehemann der Erbin von Ameri de Gonnord, 1432 Pierre de Plantis, Ehemann von Jeanne de l’Île. Im Kopialbuch der Abtei Saint-Serge wurde ab 1178 ein gewisser Bohary erwähnt, der eine Burg gegenüber von Montrevault besaß und Lehnsherr der Pfarrgemeinden von Le Fief-Sauvin, La Chaussaire, Saint-Quentin-en-Mauges und einen ausgedehnten Einflussbereich innehatte. Die Burg befand sich auf dem linken Ufer der Èvre. Dieses Baronat wurde von Jeanne de l’Île mit Montrevault zusammengelegt.
1593 wurde die Burg von Anhängern der Katholischen Liga unter Hauptmann Puygreffier besetzt und zerstört, wurde aber im 17. Jahrhundert restauriert und umfasste einen Wohntrakt mit einem flankierenden Turm.
Im 18. Jahrhundert gehörte die Pfarrgemeinde zum Bistum Angers, zum Archidiakonat Outre-Loire, zum Dekanat der Mauges, zur Élection, zur Subdelegation und Bailliage von Angers sowie zum Einzugsgebiet der Gabelle von Saint-Florent-le-Vieil. Die Gemeindeverwaltung befürwortete die neuen Ideen, die die Französischen Revolution hervorbrachte.

## Bevölkerungsentwicklung
| Montrevault: Einwohnerzahlen von 1793 bis 2020                                                                             | Montrevault: Einwohnerzahlen von 1793 bis 2020 | Montrevault: Einwohnerzahlen von 1793 bis 2020 | Montrevault: Einwohnerzahlen von 1793 bis 2020 | Montrevault: Einwohnerzahlen von 1793 bis 2020 |
| --- | ---------------------------------------------- | ---------------------------------------------- | ---------------------------------------------- | ---------------------------------------------- |
| Jahr |                                                |                                                |                                                | Einwohner                                      |
| 1793 | 1793                                           |                                                | 617                                            | 617                                            |
| 1800 | 1800                                           |                                                | 492                                            | 492                                            |
| 1806 | 1806                                           |                                                | 504                                            | 504                                            |
| 1821 | 1821                                           |                                                | 618                                            | 618                                            |
| 1831 | 1831                                           |                                                | 579                                            | 579                                            |
| 1836 | 1836                                           |                                                | 764                                            | 764                                            |
| 1841 | 1841                                           |                                                | 780                                            | 780                                            |
| 1846 | 1846                                           |                                                | 884                                            | 884                                            |
| 1851 | 1851                                           |                                                | 931                                            | 931                                            |
| 1856 | 1856                                           |                                                | 956                                            | 956                                            |
| 1861 | 1861                                           |                                                | 967                                            | 967                                            |
| 1866 | 1866                                           |                                                | 906                                            | 906                                            |
| 1872 | 1872                                           |                                                | 873                                            | 873                                            |
| 1876 | 1876                                           |                                                | 844                                            | 844                                            |
| 1881 | 1881                                           |                                                | 836                                            | 836                                            |
| 1886 | 1886                                           |                                                | 847                                            | 847                                            |
| 1891 | 1891                                           |                                                | 830                                            | 830                                            |
| 1896 | 1896                                           |                                                | 764                                            | 764                                            |
| 1901 | 1901                                           |                                                | 719                                            | 719                                            |
| 1906 | 1906                                           |                                                | 816                                            | 816                                            |
| 1911 | 1911                                           |                                                | 1.103                                          | 1.103                                          |
| 1921 | 1921                                           |                                                | 770                                            | 770                                            |
| 1926 | 1926                                           |                                                | 765                                            | 765                                            |
| 1931 | 1931                                           |                                                | 778                                            | 778                                            |
| 1936 | 1936                                           |                                                | 817                                            | 817                                            |
| 1946 | 1946                                           |                                                | 924                                            | 924                                            |
| 1954 | 1954                                           |                                                | 1.049                                          | 1.049                                          |
| 1962 | 1962                                           |                                                | 1.337                                          | 1.337                                          |
| 1968 | 1968                                           |                                                | 1.469                                          | 1.469                                          |
| 1975 | 1975                                           |                                                | 1.465                                          | 1.465                                          |
| 1982 | 1982                                           |                                                | 1.331                                          | 1.331                                          |
| 1990 | 1990                                           |                                                | 1.298                                          | 1.298                                          |
| 1999 | 1999                                           |                                                | 1.180                                          | 1.180                                          |
| 2006 | 2006                                           |                                                | 1.209                                          | 1.209                                          |
| 2013 | 2013                                           |                                                | 1.294                                          | 1.294                                          |
| 2020 | 2020                                           |                                                | 1.162                                          | 1.162                                          |
| Quelle(n): EHESS/Cassini bis 1999, INSEE ab 2006 Anmerkung(en): Ab 1962 offizielle Zahlen ohne Einwohner mit Zweitwohnsitz |                                                |                                                |                                                |                                                |

## Sehenswürdigkeiten
- Pont de Bohardy, eine Brücke über die Èvre, datiert aus dem 15. Jahrhundert, seit 1978 als Monument historique klassifiziert.
- Pfarrkirche Notre-Dame, 1868 im neogotischem Stil neu gebaut

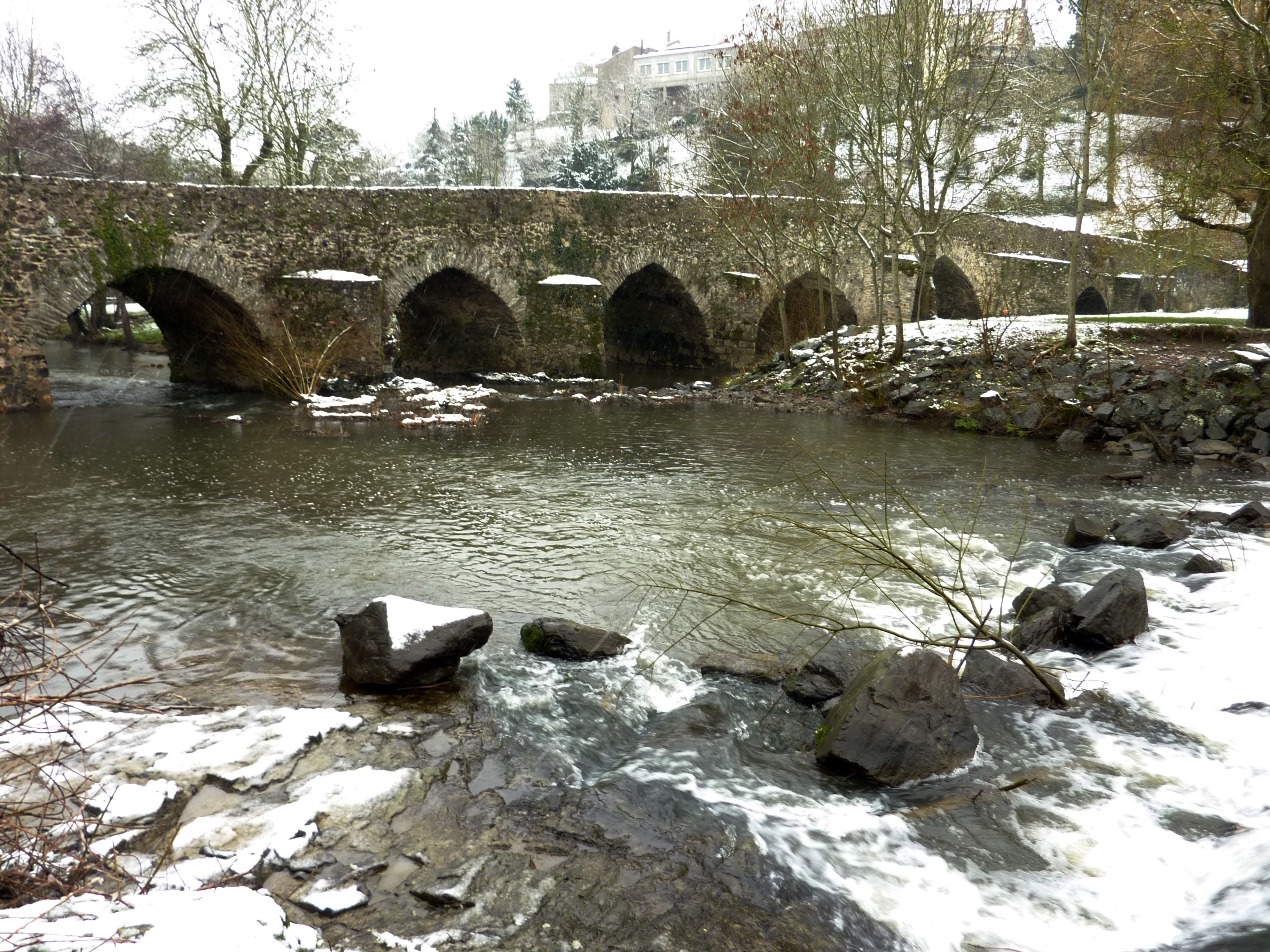
Pont de Bohardy
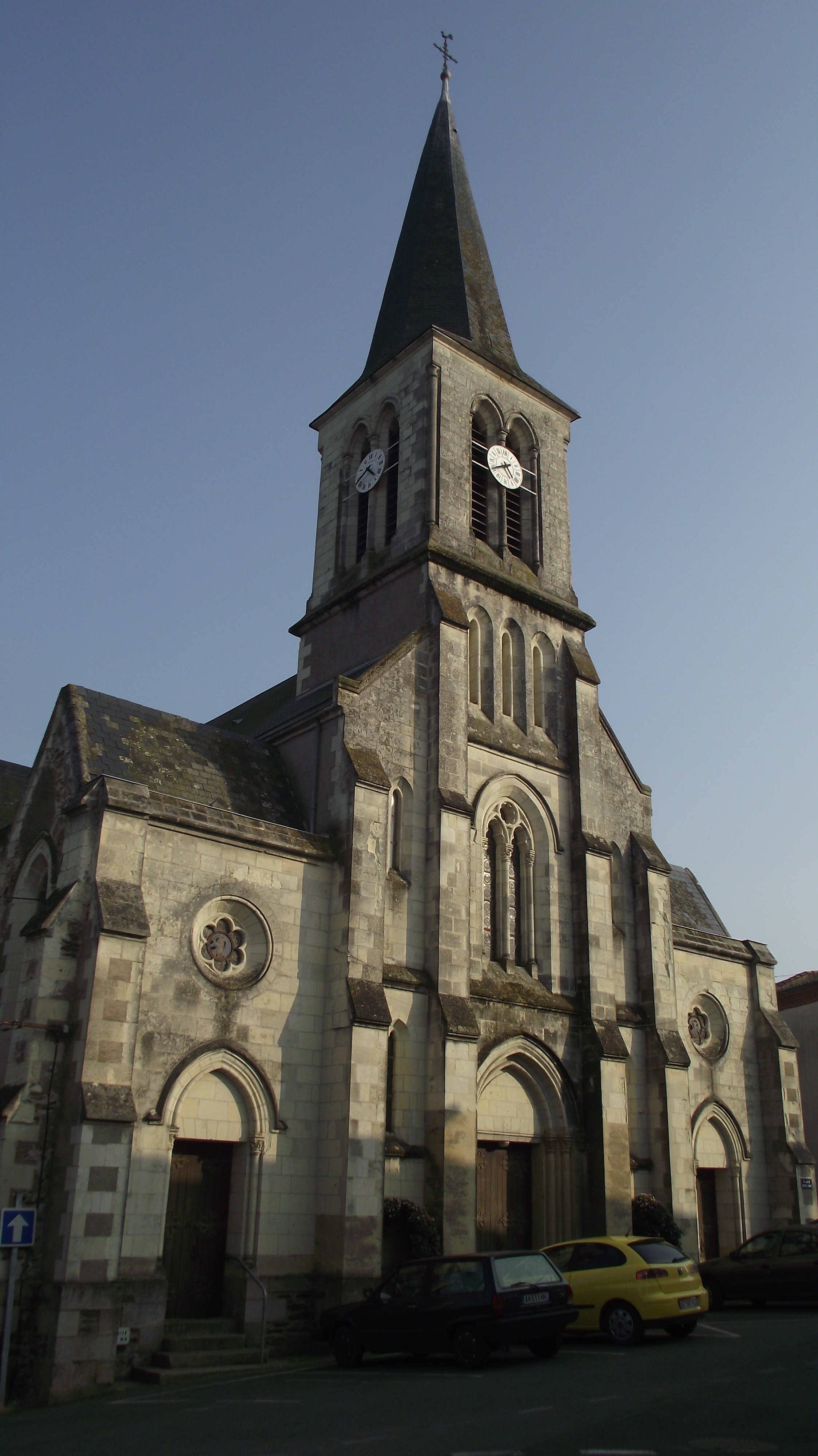
Pfarrkirche Notre-Dame
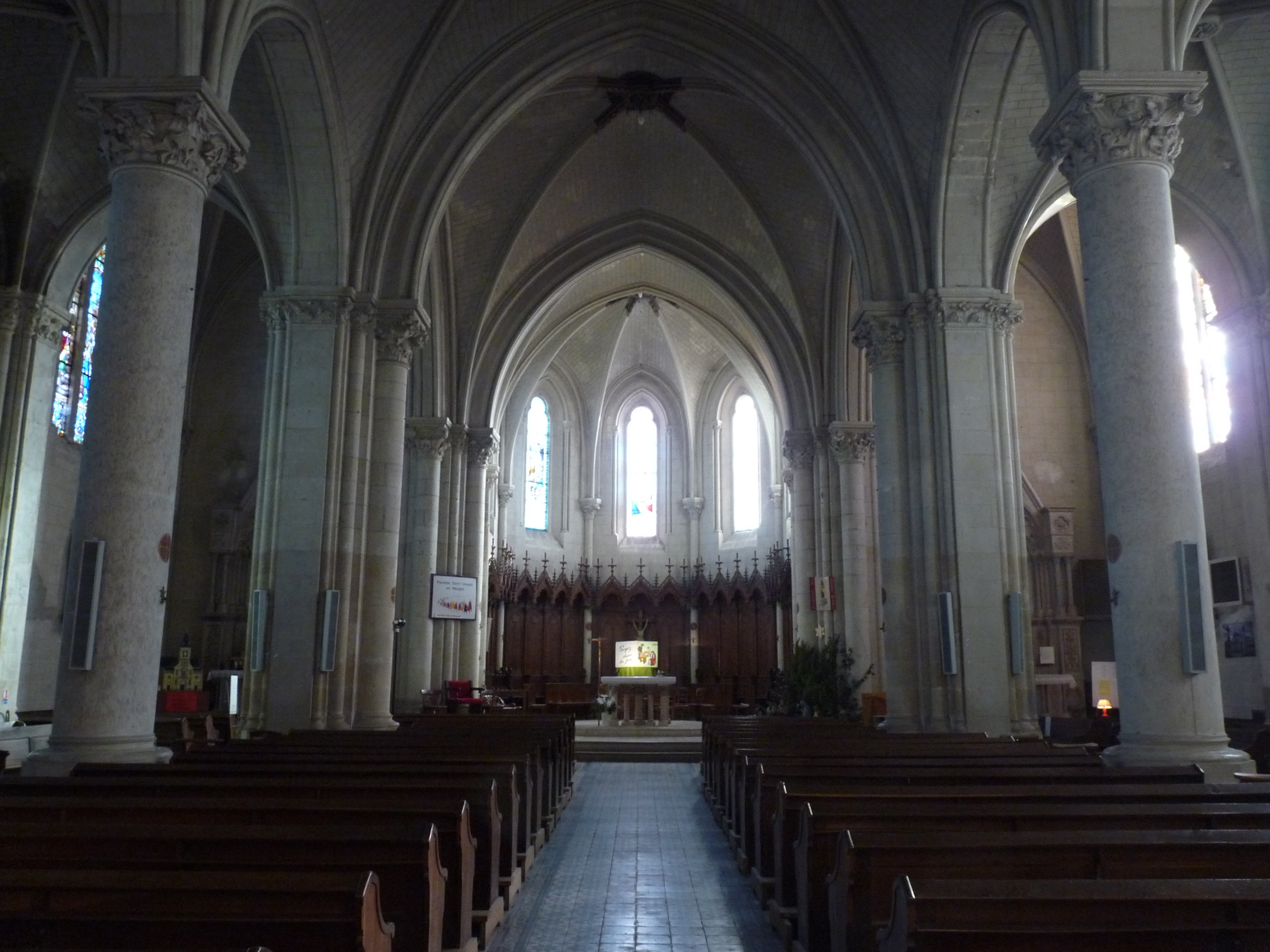
Pfarrkirche Notre-Dame - Innenraum
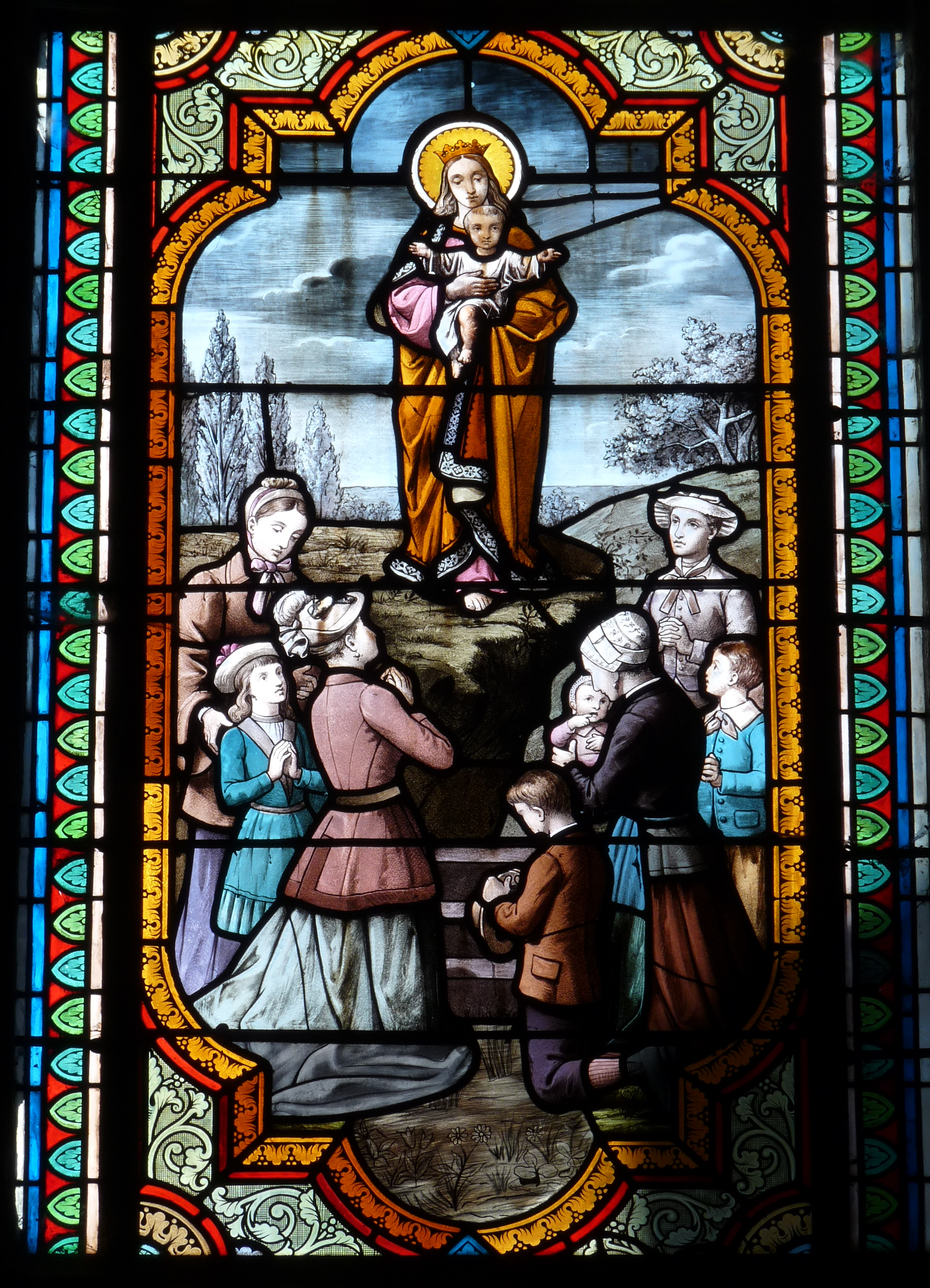
Pfarrkirche Notre-Dame – Bleiglasfenster
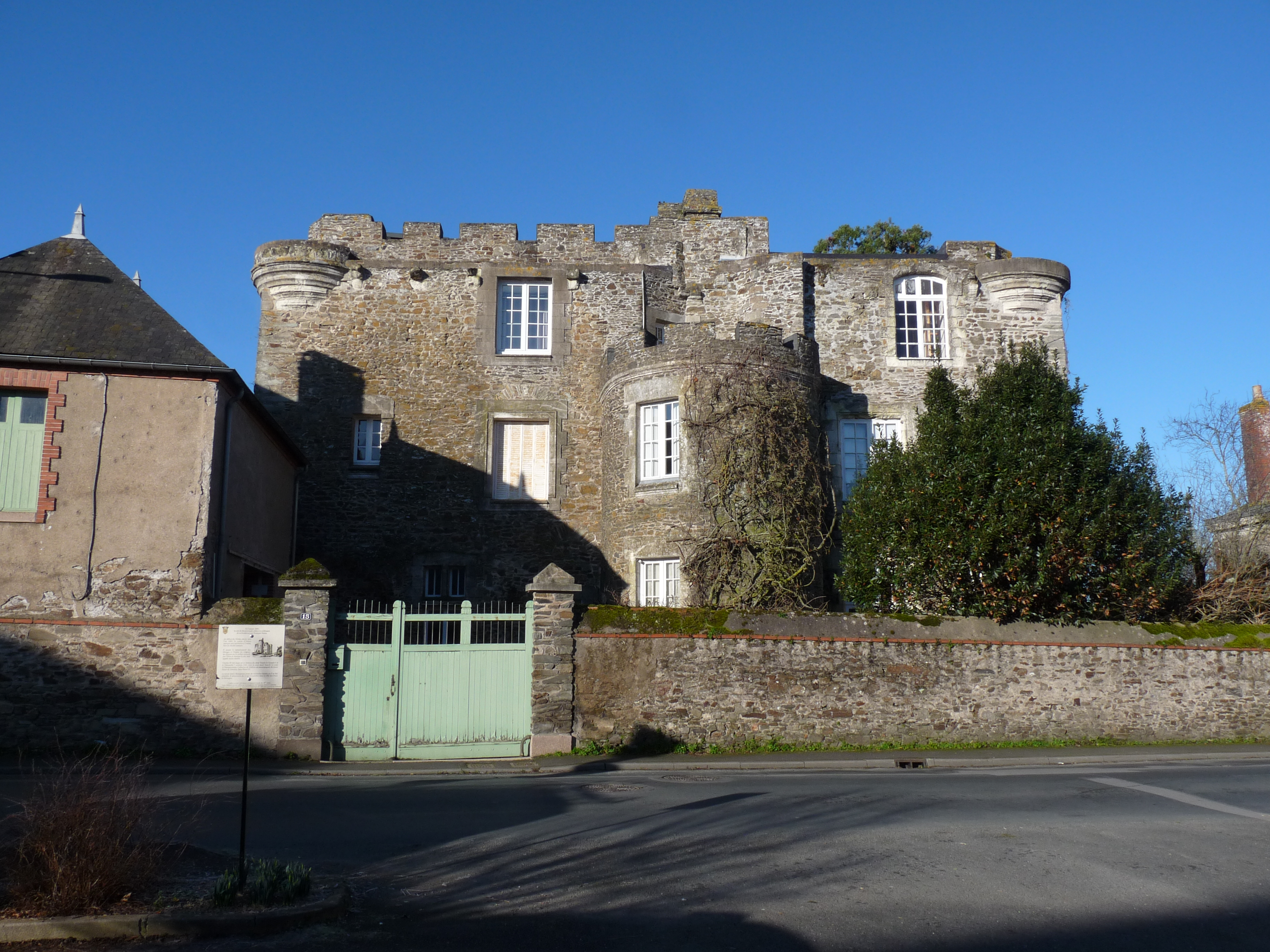
Schloss